# Almuth Bruder-Bezzel
Almuth Bruder-Bezzel (geborene Bezzel, * 1944) ist eine deutsche Psychoanalytikerin, Dozentin und Lehranalytikerin sowie Mitbegründerin des Alfred-Adler-Instituts Berlin.

## Leben und Wirken
Im Januar 1992 war Almuth Bruder-Bezzel Mitbegründerin des Alfred-Adler-Instituts Berlin (AAI). In ihren Publikationen beschäftigt sich Bruder-Bezzel unter anderem mit der Geschichte und Theorie der Individualpsychologie, der Jugendkultur, der Geschlechterkonstruktion, dem Prekariat sowie mit dem Thema Macht. In der Tradition von Alfred Adler äußert sie sich zu aktuellen politische Fragen.
Sie ist verheiratet mit dem Psychologen und Psychoanalytiker Klaus-Jürgen Bruder.

## Publikationen (Auswahl)
- Almuth Bruder-Bezzel: Alfred Adler. Die Entstehungsgeschichte einer Theorie im historischen Milieu Wiens. 1. Auflage. Vandenhoeck und Ruprecht, Göttingen 1983, ISBN 978-3-525-01405-9, S. 169.
- Almuth Bruder-Bezzel, Klaus-Jürgen Bruder: Jugend. Psychologie einer Kultur. Urban und Schwarzenberg, München 1984, ISBN 978-3-541-14131-9, S. 228.
- Almuth Bruder-Bezzel: Macht und Ohnmacht. Vorträge d. VII. Delmenhorster Fortbildungstage für Individualpsychologie 1987 „Macht und Ohnmacht“ u.d. Tagung d. Alfred-Adler-Inst. München u.d. Landesverb. Bayern d. Dt. Ges. für Individualpsychologie 1987 „Die Macht, die Uns Krank Macht“. Hrsg.: Franzjosef Mohr. E. Reinhardt, München 1988, ISBN 978-3-497-01150-6, S. 163 (Konferenzschrift).
- Almuth Bruder-Bezzel: Geschichte der Individualpsychologie. Originalausgabe Auflage. Fischer-Taschenbuch-Verlag, Frankfurt am Main 1991, ISBN 978-3-596-10793-3, S. 276.
- Almuth Bruder-Bezzel: Geschichte der Individualpsychologie. 2., neubearbeitete  Auflage. Vandenhoeck und Ruprecht, Göttingen 1999, ISBN 978-3-525-45834-1, S. 284.
- Almuth Bruder-Bezzel: Alfred Adlers Wiener Kreise in Politik, Literatur und Psychoanalyse. Beiträge zur Geschichte der Individualpsychologie. 1. Auflage. Vandenhoeck und Ruprecht, Göttingen 2019, ISBN 978-3-525-40635-9, S. 268.
- Almuth Bruder-Bezzel und Klaus-Jürgen Bruder: Macht. Wie die Meinung der Herrschenden zur herrschenden Meinung wird. Westend Verlag, Frankfurt am Main 2021, ISBN 978-3-86489-110-6, S. 250.